# Штроса

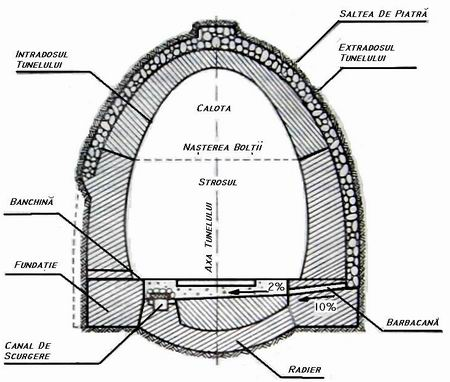
Елементи тунелю.

Штро́са (нім. Strosse) — нижня частина тунельної виробки, в якій зводять стіни і лоток (зворотне склепіння) тунелю.
При проходженні транспортних тунелів у скельних породах механізованими гірничими способами ступеневого вибою і нижнього уступу штроси розкривають після закріплення калотти відразу за один прийом заходками по 2—4 м і більше, розробляючи породу буровибуховим способом або тунелепрохідницькими машинами з робочим органом виборчої дії. Іноді спочатку розробляють бокові штроси, а після закріплення стін виробки шаром набризк-бетону (іноді в поєднанні з арками або анкерами) — центральну штросу. При проходженні тунелей у неміцних скельних і м'яких породах немеханізованими гірничими способами з розкриттям виробки по частинах штроси розробляють і закріплюють окремими кільцями шириною 4—6,5 м (через 1—3 кільця) після розкриття і закріплення калотти. Спосіб повністю розкритого профілю передбачає розроблення в першу чергу центральної штроси.